# Rhymogona
Genre
Synonymes
- Macheiriophoron Verhoeff, 1897

Espèce
Synonymes
- Atractosoma montivaga Verhoeff, 1894 (protonyme)
- Macheiriophoron montivagum (Verhoeff, 1894)
- Macheiriophoron silvaticum (Rothenbühler, 1899)

Rhymogona est un genre de diplopodes de la famille des Craspedosomatidae, formant un complexe de formes tantôt placées parmi l'espèce type, Rhymogona montivaga, tantôt traitées comme espèces à part entière aux hybridations multiples.

## Répartition et habitat
Ces mille-pattes se rencontrent sur une aire de répartition assez restreinte entre la Suisse et la France, où ils peuplent les grottes et les forêts du nord des Alpes et du massif du Jura, au nord jusqu'à la Forêt-Noire. Ils ont notamment été répertoriés dans les départements français du Doubs, du Jura, de la Savoie, de la Haute-Savoie et de la Côte-d'Or,.
Les forêts constituent leur habitat principal, notamment au-dessus de 1 000 m d'altitude. Ils apprécient les hêtraies à sapin (association Abieti-Fagetum), humides et aux sous-bois comptant adénostyles et airelles. Au-dessus de 2 000 m, ils colonisent les terrains aux rochers humides, ou les adénostyles poussent également. En dessous des 750 m d'altitude, ils restent dans les hêtraies à sapin où pousse les pétasites, dans les frênaies marécageuses (Pruno-Fraxinetum) ou les aulnaies marécageuses (Carici elongatae-Alnetum).

## Histoire et classification

### Découverte

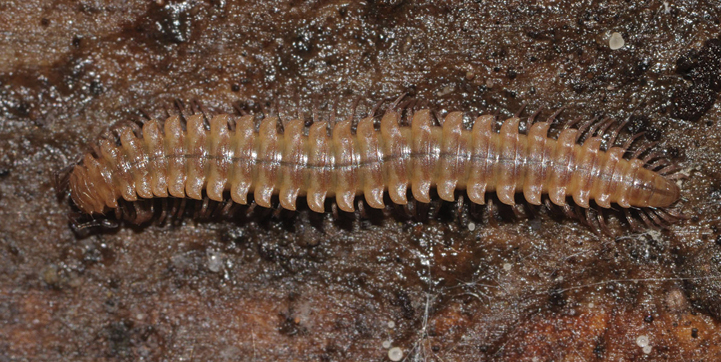
R. montivaga est d'abord décrite dans le genre Atractosoma, auquel ce mille-pattes de Bavière, A. meridionale, appartient.

L'espèce type, R. montivaga, a été découverte en 1894 par Karl Verhoeff aux rochers de Naye et au Daubensee (en). D'abord placée dans le genre Atractosoma, Orator Fuller Cook crée en 1896 le genre Rhymogona pour l'y placer, et Verhoeff lui-même un genre Macheiriophoron l'année suivante, qui ne sera pas adopté. De nombreuses formes, espèces, sous-espèces ou variétés sont décrites, souvent avec peu de spécimens types.

### Systématique
La distinction des espèces ou sous-espèces repose principalement sur l'aspect des gonopodes des genitalia mâles, ou sur la longueur des valves des vulves des femelles. Quoi qu'il en soit, ces sous-espèces forment deux groupes distincts géographiquement, un groupe occidental et un groupe oriental, avec toutes sortes d'hybridation. Ariane Pedroli-Christen, qui a étudié le genre en détail, propose que l'espèce réponde au concept développé par Ernst Mayr de ring species, autour du Jura, avec une spéciation assez avancée mais une hybridation toujours possible.
Les sous-espèces classiquement reconnues seraient :
- Rhymogona montivaga alemannica (Verhoeff, 1910)
- Rhymogona montivaga cervina (Verhoeff, 1910)
- Rhymogona montivaga hessei (Ravoux in Brölemann, 1935)
- Rhymogona montivaga montivaga (Verhoeff, 1894)
- Rhymogona montivaga serrata (Bigler, 1913)
- Rhymogona montivaga verhoeffi (Bigler, 1913)
- Rhymogona montivaga wehrana (Verhoeff, 1910)

En 2005, Jörg Spelda, suivi par Fauna Europaea, distingue cinq espèces:
- Rhymogona hessei (Ravoux, 1935)
- Rhymogona montivaga (Verhoeff, 1894) - comprenant les sous-espèces alemannica et cervina
- Rhymogona serrata (Bigler, 1912)
- Rhymogona verhoeffi (Bigler, 1913)
- Rhymogona wehrana (Verhoeff, 1910)